# Leptosiella parallela
Leptosiella parallela là một loài bọ cánh cứng trong họ Cerambycidae.